# Айрлайд
Айрлайд (англ. airlaid) — тип нетканых материалов, получивший своё название от способа его производства — воздушная (air) укладка (laid).

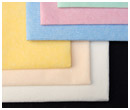
Айрлайд

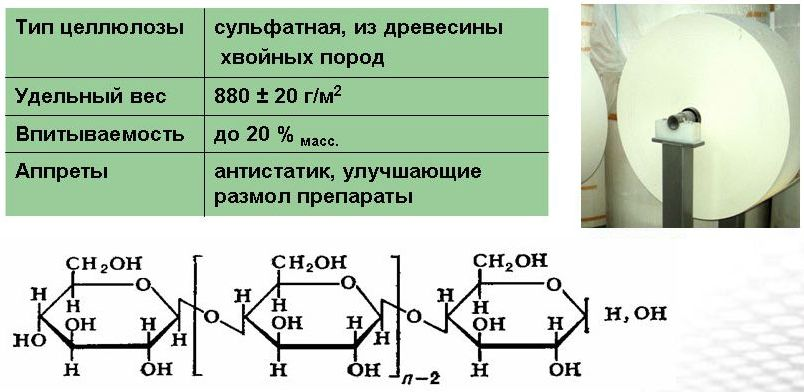
Целлюлоза

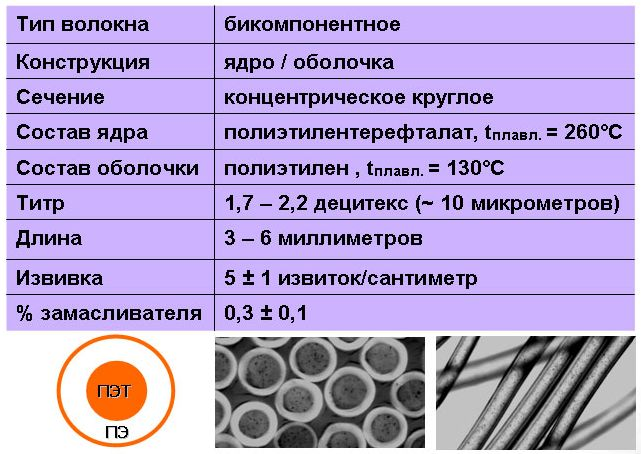
Бикомпонентное штапельное волокно

Айрлайд представляет собой нетканое полотно из природной целлюлозы хвойных пород древесины, бикомпонентного штапельного волокна и добавок. В процессе производства целлюлоза измельчается до состояния схожего с древесными опилками, смешивается с бикомпонентным волокном в определённой пропорции, равномерно распределяется по поверхности и насквозь продувается разогретым до 180 °С воздухом. Бикомпонентное волокно является связующим и в результате нагрева частично плавится его внешняя оболочка, при остывании материал скрепляется. Айрлайд бывает разной толщины — от 0,2 мм до 1 см.
Существует технология получения айрлайда различных цветовых окрасок за счёт использования цветного бикомпонентного волокна в различных пропорциях и сочетаниях, что позволяет выпускать материал любого цвета.
Айрлайд изготовляется трёх основных типов, которые отличаются друг от друга как по сырьевому составу, так и по назначению.
1. Материал, состоящий только из бикомпонентного волокна. Представляет собой очень прочный на разрыв материал, пропускающий жидкости и воздух. Основные назначения такого материала — фильтрация и использование в качестве упаковки.
2. Материал, состоящий из целлюлозы и бикомпонентного волокна. В зависимости от содержания в материале скрепляющего агента — бикомпонентного волокна — может быть получен различной прочности на разрыв. Основное назначение такого материала — гигиеническая продукция: влажные салфетки, ежедневные прокладки, перевязочный материал и обёрточный материал для продуктов питания.
3. Материал, состоящий из целлюлозы, бикомпонентного волокна и содержащий абсорбент. Впитываемость такого материала значительно выше, чем у материалов 1-го и 2-го типов. Назначение — прокладочный материал в транспортную тару и влаговпитывающие вкладыши под замороженные пищевые продукты животного и растительного происхождения, а также гигиеническая продукция — женские гигиенические прокладки, впитывающие простыни для больных, подгузники. Благодаря наличию в нём абсорбента, впитанная жидкость превращается в гель и надёжно удерживается внутри материала.